# Szilágybadacsony

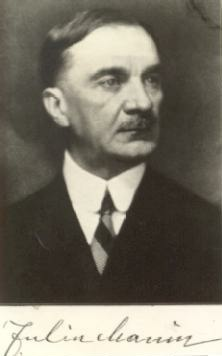
Iuliu Maniu (1873–1953)

Szilágybadacsony (románul Bădăcin) település Romániában, Szilágy megyében.

## Fekvése
Szilágysomlyótól északkeletre, Szilágysomlyó, Selymesilosva és Somlyómező közt fekvő település.

## Története

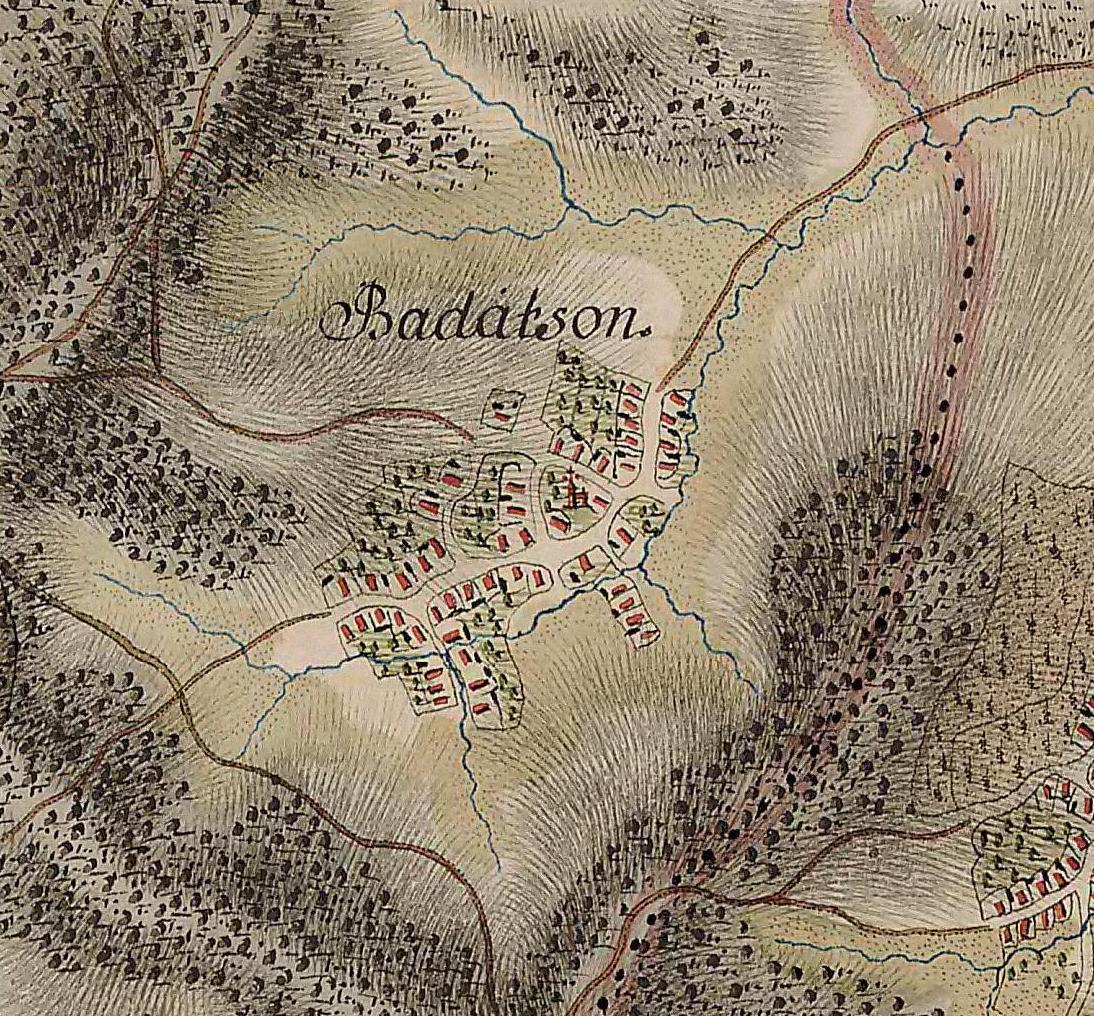
Badátson

Szilágybadacsony (Badacson) Árpád-kori település. Neve már a Váradi regestrumban is előfordult Botocun néven, egy peres üggyel összefüggésben.
A korabeli oklevelekben 1217-1235 között már említették Botocum, Badacon, Badachon néven.
Badachon Báthory birtok volt. Eleinte középszolnok vármegyei, később Kraszna vármegyei helység, mely Somlyó várához tartozott.
1458-ban Báthory Szaniszló unokáinak birtoka volt. A Báthori-család tagjai és rokonságának birtoka volt egészen az 1600-as évek végéig.
Az 1808-ban végzett összeíráskor 59 nemes birtoka volt, köztük a gróf Toldalagi, báró Kemény, Guti, Erdőteleki, Gencsy, Borbély, Ladányi, Izsák, Csatári, Zoltán, Czikó, Szentmarjai, Lázár, Mán, Pap, Bordás, Mál, Horvát családoké.
1890-ben 623 lakosa volt, melyből 20 magyar, 1 német, 602 román, ebből 3 római katolikus, 596 görögkatolikus, 17 református, 7 izraelita. A házak száma 138.
Szilágybadacsony a trianoni békeszerződés előtt Szilágy vármegye Szilágysomlyói járásához tartozott.

## Nevezetességek
- Görögkatolikus fatemploma  1810-ben épült. Anyakönyvet 1824-től vezetnek.
- Iuliu Maniu Emlékház

## Nevezetes emberek
- Laurențiu Man
- Iuliu Maniu